# Yan Lestrade
Pour les articles homonymes, voir Lestrade.
Pas d'image ? Cliquez ici

a Compétitions nationales et continentales officielles uniquement.

Dernière mise à jour le 24 juillet 2025.
Yan Lestrade, né le 21 mars 1997 à Orthez (Pyrénées-Atlantiques), est un joueur français de rugby à XV. Il évolue au poste de centre au FC Grenoble.

## Biographie
Natif d'Orthez, Yan Lestrade commence d'abord sa carrière sportive par la pelote basque au sein des Jeunes de Saint-Martin de Salies-de-Béarn.
Suivant les traces de son père Michel, qui évoluait au poste de centre, il commence son parcours rugbystique à l'AS Salisienne (Salies-de-Béarn).
Il poursuit sa formation à l'Aviron bayonnais et signe en 2019, une prolongation de contrat.
À partir de la saison 2024-2025, il s'engage avec le FC Grenoble.

## Palmarès
- Championnat de France de Pro D2 :
  - Champion (2) : 2019 et 2022 avec l'Aviron bayonnais.
  - Finaliste (1) : 2025 avec le FC Grenoble.